# Rhynchospio australiana
Rhynchospio australiana är en ringmaskart som beskrevs av Blake och Kudenov 1978. Rhynchospio australiana ingår i släktet Rhynchospio och familjen Spionidae. Inga underarter finns listade i Catalogue of Life.